# Protuberanza occipitale esterna
La protuberanza occipitale esterna è una ghiandola situata sulla faccia esterna delle squama dell'osso occipitale; si espande lateralmente con le due linee nucali superiori e anteriormente con la linea nucale mediana. La protuberanza occipitale interna è corrispondente sulla faccia interna della squama stessa.
L'inion è un punto craniometrico e rappresenta la sommità della protuberanza occipitale esterna.